# Karey Kirkpatrick
Pour les articles homonymes, voir Kirkpatrick.
Karey Kirkpatrick est un scénariste, réalisateur et producteur américain, né le 14 décembre 1964 à Monroe, Louisiane.

## Filmographie

### Scénariste
- 1990 : Bernard et Bianca au pays des kangourous avec Joe Ranft, Jim Cox et Byron Simpson
- 1996 : James et la Pêche géante avec Jonathan Roberts et Steve Bloom
- 1997 : Chérie, nous avons été rétrécis
- 1999 : Le Géant de fer avec Brad Bird, Tim McCanlies et Brent Forrester (contribution)
- 2000 : La Route d'Eldorado (contribution aux dialogues)
- 2000 : Chicken Run d’après une histoire originale de Peter Lord et Nick Park
- 2000 : Le Petit Vampire
- 2005 : H2G2 : Le Guide du voyageur galactique
- 2006 : Nos voisins, les hommes
- 2006 : Le Petit Monde de Charlotte
- 2007 : Flakes (en)
- 2008 : Les Chroniques de Spiderwick
- 2010 : Arrietty, le petit monde des chapardeurs (adaptation anglophone)
- 2011 : La Colline aux coquelicots (adaptation anglophone)
- 2013 : Les Schtroumpfs 2
- 2018 : Yéti et Compagnie (Smallfoot) avec Clare Sera, Chris Poche, Eyal Podell et Jonathon E. Stewart (scénario) et avec Glenn Ficarra et John Requa (histoire) sur un livre de Sergio Pablos
- 2023 : Chicken Run 2 avec Rachel Tunnard et John O’Farrell sur une histoire originale de Sam Fell

### Consultant
- 2005 : Madagascar

### Réalisateur
- 2006 : Nos voisins, les hommes (Over the Hedge)
- 2009 : Dans ses rêves (Imagine That)
- 2018 : Yéti et Compagnie (Smallfoot)

### Producteur
- 2007 : Flakes (en)
- 2008 : Les Chroniques de Spiderwick

## Distinctions
Récompenses
- Annie Award :
  - Meilleure réalisation au cinéma 2007 (Nos voisins, les hommes)
- Festival international du film d'Indianapolis :
  - Meilleur film familial 2006 (Nos voisins, les hommes)

Nominations
- Saturn Award :
  - Saturn Award du meilleur scénario 2001 (Chicken Run)
- Annie Award :
  - Meilleur scénario au cinéma 2000 (Chicken Run)
  - Meilleur scénario au cinéma 2013 (La Colline aux coquelicots)
- Prix Hugo :
  - Meilleur film 2001 (Chicken Run)